# The Jim Jones Revue
 (juin 2020).
Si vous disposez d'ouvrages ou d'articles de référence ou si vous connaissez des sites web de qualité traitant du thème abordé ici, merci de compléter l'article en donnant les références utiles à sa vérifiabilité et en les liant à la section « Notes et références ».
The Jim Jones Revue est un groupe londonien aux tendances rock 'n' roll et garage. En 2009, ils se sont notamment produits, en France, aux Vieilles Charrues, à la Garden Nef Party et au Festival Bebop.

## Biographie
The Jim Jones Revue est un groupe londonien formé en 2007. Leurs inspirations viennent tout droit de leurs idoles : Little Richard, MC5, Chuck Berry, The Sonics, Jerry Lee Lewis...
Jim Jones a déjà une carrière musicale avant de former The Jim Jones Revue. De 1988 à 1994, il chante dans le  groupe de revival psyché-rock Thee Hypnotics, puis il rejoint le groupe Black Moses.
Après avoir fait la connaissance de Rupert Orton (guitare), ils décident de jouer ensemble. Ils commencent alors à écrire des chansons et à faire quelques concerts à Londres. Un an après, ils décident de prendre la route afin de se produire dans le cadre de tournées plus importantes.
En mettant un terme à son précédent groupe, Black Moses, il accentue son travail aux côtés de Rupert Orton. Recherchant un pianiste pour leur projet, ils rencontrent Elliot Mortimer.
« De par son style et son attitude scénique il nous apporte quelque chose d’unique. Il était vraiment fait pour intégrer notre projet… »
Par la suite, Gavin Jay les rejoint et ils fondent alors le groupe The Jim Jones Revue.
« Rupert Orton m’a rejoint et il est devenu mon complément en tant que guitariste. Il est, aussi, à l’origine du son du groupe. Aux claviers c’est Elliot Mortimer qui se distingue des autres pianistes par son engagement total lorsqu’il joue. Nous devons le côté « heavy » du groupe à notre bassiste Gavin Jay. Enfin notre moteur est Nick Jones à la batterie. »
En 2009, ils font la première partie de Chuck Berry lors de sa tournée en Angleterre puis celle des Wampas au Club 106 à Rouen. Ils passent également aux Vieilles Charrues et à la Garden Nef Party lors de leur tournée en France.
La France est le pays dans lequel ils sont le plus populaire[réf. nécessaire]. En effet, selon Jim Jones : « C'est de la France que le buzz a démarré. Depuis que nous avons joué ici pour la première fois, notre carrière connaît une ascension fulgurante. Partout où nous passons il y a beaucoup de monde. Je trouve que les gens connaissent vraiment bien la musique dans ce pays, ils la comprennent immédiatement et en ont une idée exacte. Il y a une grande histoire entre ce pays et le Rock'n'roll. Ils n'en connaissent pas que les origines... ».
En 2013, le groupe Depeche Mode fait appel à eux pour un remix de leur chanson "You Should Be Higher". On le retrouve sur le Maxi CD de ce titre.

## Ex membres
- Jim Jones : Chant et guitare
- Rupert Orton : Guitare
- Henri Herbert : Piano
- Gavin Jay : Basse
- Nick Jones : Batterie

## Discographie

### Singles
- 2009 : Princess & The Frog
- 2010 : High Horse

## Liens
- MySpace
- Site officiel
- Jim Jones Revue France (Adresse introuvable)